# Residenz und Garten der Familie Lin

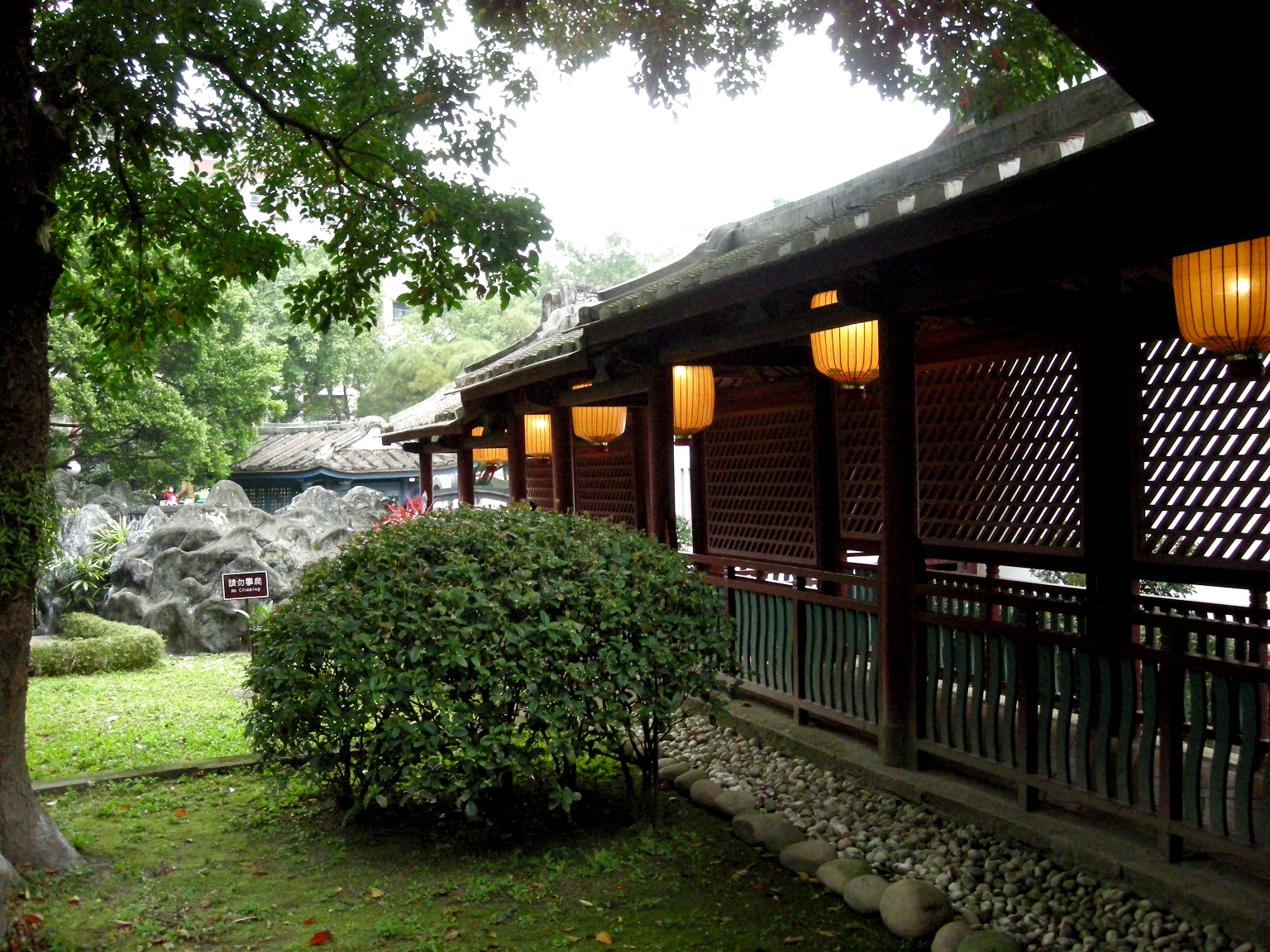
Säulengang

Residenz und Garten der Familie Lin liegen in Neu-Taipehs Stadtteil Banqiao und sind eine etwa 20.000 m² große Gebäude- und Gartenanlage aus der Mitte des 19. Jahrhunderts. Die Anlage ist ein herausragendes Beispiel für die Architektur und Gartenkultur der späten Qing-Epoche und das wohl am besten erhaltene Anwesen dieser Art in Taiwan.

## Geschichte
Die von Lin Ping-Hou gegründete Kaufmannsdynastie machte in der Mitte des 19. Jahrhunderts ein großes Vermögen mit dem Handel von Reis und Salz. Lin Ping-Hou war zusammen mit seinem Vater Lin Ying-Yin aus Zhangzhou nach Taiwan gekommen.
Zu dieser Zeit kam es in der Region Taipeh zu bewaffneten Auseinandersetzungen zwischen Immigranten aus Zhangzhou und Quanzhou. Durch ihren Reichtum wurde die Lins zu einer der führenden Familien der Zhangzhou-Immigranten.
Die Lins errichteten zunächst einen festungsartigen Wohnsitz im heutigen Taoyuan. Die Familie verfügte über großen Grundbesitz in der Region. Um die Abgaben ihrer Pächter eintreiben zu können, errichtete sie um 1847 in Banqiao die Hofanlage Biyiguan, die zum Ausgangspunkt des späteren Anwesens wurde. Lin Ping-Hous Söhne Guo-Hua und Guo-Fang gaben 1851 den Bau einer Sanheyuan-Hofanlage gleich neben Biyiguan in Auftrag, die zur Residenz für die gesamte Familie Lin wurde. Die Anlage wurde 1853 fertiggestellt. Vor der Anlage wurde ein halbmondförmiger Teich im Einklang mit den Regeln des Feng Shui angelegt. Er war nicht nur zur reinen Zierde gedacht, sondern sollte außerdem im Falle eines Angriffes das Anwesen schützen.

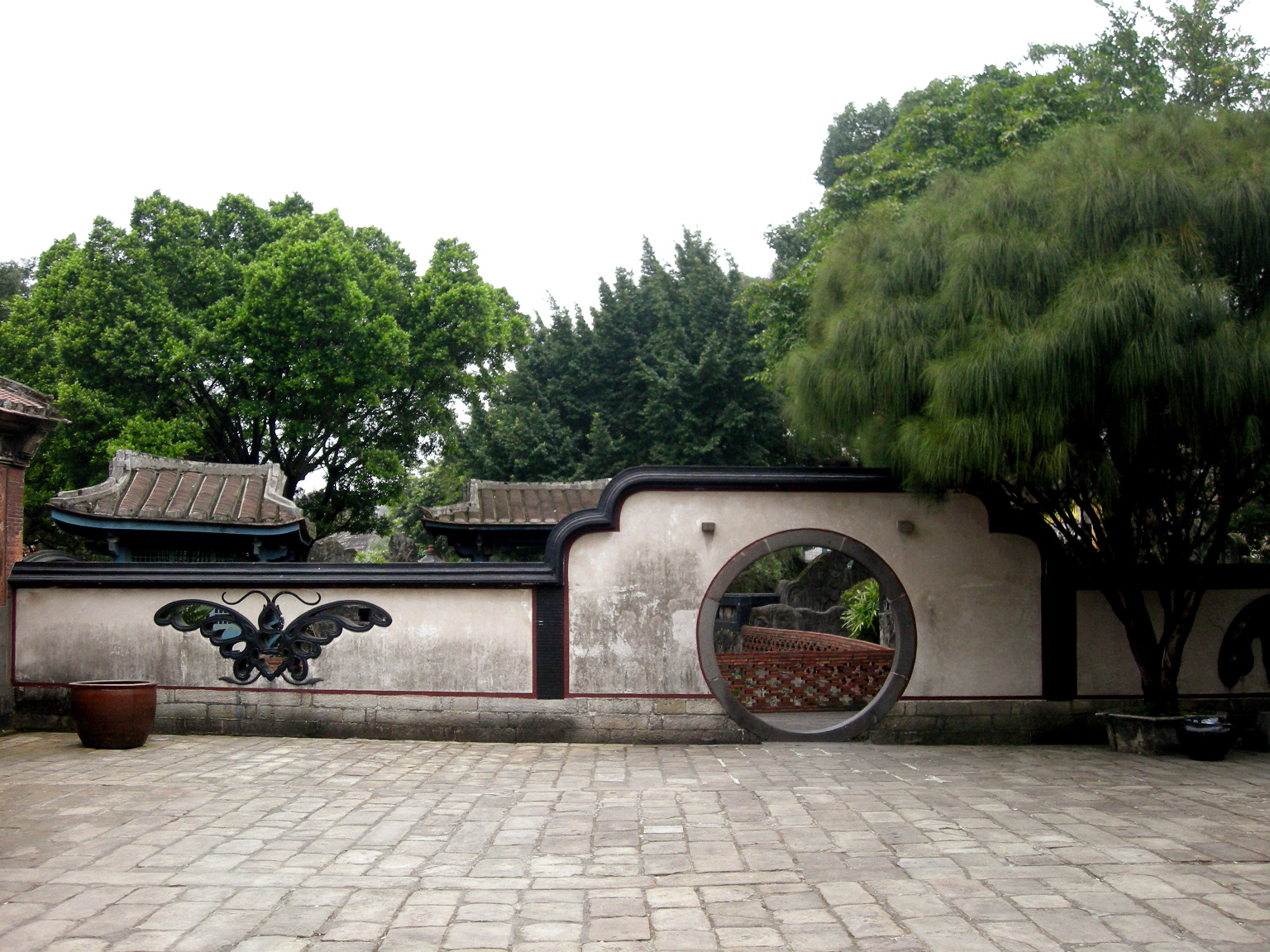
Hof des Ding-Jing-Hauses

Neben der Hofanlage wurde ein Garten angelegt, der nach der Errichtung einer weiteren Fünf-Hofanlage erweitert wurde.
Im Garten wurden mehrere Gebäude errichtet, so zum Beispiel die Bibliothek Ji-Gu oder der Fang-Jian-Komplex, der über einen Teich nebst kleiner Theaterbühne verfügt. Im Ding-Jing-Haus wurden Gäste empfangen. Der Hof vor der Halle wird von kunstvoll dekorierten Mauern eingefasst, zu dem man durch zwei große mondförmige Tore gelangt.
Lin Wei-Yuan ließ die Gebäude 1888 restaurieren und auch die verschiedenen Plätze zu einem gemeinsamen Ensemble vereinen. Die Arbeiten dauerten bis 1893. Das zweistöckige Guan-Jia-Haus stürzte 1907 ein, ist aber heute nach langjährigen Restaurierungsarbeiten wieder zugänglich.
1949 wurden nach dem von der Kuomintang verlorenen Chinesischen Bürgerkrieg Kriegsveteranen im Garten untergebracht. Im Anschluss daran wurde er von Hausbesetzern bewohnt.
1977 wurde ein großer Teil des Gartens an den Landkreis Taipeh (heute Neu-Taipeh) übereignet. Der Garten und seine Gebäude wurden von 1982 bis 1986 restauriert und der Öffentlichkeit zugänglich gemacht.
Die Drei-Hofanlage (Sanheyuan) wird von einem der Familie Lin nahestehenden Verein verwaltet und kann nach Anmeldung besichtigt werden.